# Bloggosfär
Bloggosfär är en kollektiv benämning för bloggar som en community/nätgemenskap eller som ett socialt nätverk.  Många bloggar är starkt ihopkopplade med varandra med länkar och med ömsesidiga referenser till varandras texter eller filmsnuttar. På grund av detta har sammankopplade bloggar skapat sin egen subkultur. 
Ibland används termen med bestämd artikel, bloggosfären, och antas då vara ett virtuellt samhälle av bloggar som på Internet vuxit fram under 2000-talets första år. När antalet bloggar markant ökat under senare delen av 2005 kan man snarare dela in bloggosfären i flera fristående bloggosfärer då de inriktar sig på olika målgrupper och behandlar olika intresseområden och ämnen. Dock introducerades bloggranking i denna period, ofta utifrån bloggens popularitet snarare än ämne. Dessa heter exempelvis BloggRanking, Blogglista, Finest och Bloggportalen.
Det som skiljer bloggosfärer från webbsidor eller webbforum är att bloggosfärerna är delar av dynamiska Internetbaserade sociala nätverk som skapas genom länkförbindelser mellan olika bloggar eller bloggportaler (blogg med flera medverkande bloggare). De presenteras ofta med en "hemsida" som erbjuder ett smörgåsbord av bloggar för besökaren att välja mellan. När det gäller de största bloggosfärerna uppdateras sidan i princip många gånger i minuten.
Ett antal medier började en bit in på 2000-talet att behandla bloggosfären som en mätare av den allmänna opinionen, och den har använts i både akademiska och icke-akademiska kretsar som bevis på stigande eller fallande motstånd mot fenomen som globaliseringen, röstskolk och röstningsbeteende, samt flera andra företeelser.
År 2011 gjordes uppskattningen att det fanns mer än 172 miljoner identifierbara bloggar, och att ökningstakten var över en miljon nya inlägg för varje dag som går.

## Bloggnischer
Inom bloggosfären, har flera subsamhällen utvecklas. Dessa samhällen består oftast av bloggar inom en genre eller nisch. Det kan handla om politik, resor, matlagning, kändisar eller mode, för att nämna några exempel. Nyhetsbloggar har blivit så populära att de framgångsrikt konkurrerar med traditionella tryckta tidningar och tidskrifter. År 2008 rankades Huffington Post som den mäktigaste bloggen i världen av The Observer. Huffington Post har blivit det ställe på nätet som många människor i världen går till först för att få de senaste nyheterna. Den är bara en av de många nyhetsbloggar (ofta försedda med många länkar till de bästa tidningssajterna och TV-sajterna) som, i kraft av sin snabbhet genom "subsamhällets" många alerta och kunniga aktörer, har kommit att dominera den aktuella händelserapporteringen idag.